# Église de la Nativité-Notre-Dame de Beaumais
L'église de la Nativité-Notre-Dame est une église catholique située à Beaumais, en France.

## Localisation
L'église est située dans le département français du Calvados, sur la commune de Beaumais.

## Historique
L'église est surtout datable du XIIe siècle hormis une chapelle seigneuriale de la fin du XVe et du début du XVIe siècle, et la nef qui a fait l'objet d'une reconstruction au XIXe siècle.
L'église possède une taille importante ce qui peut s'expliquer par la densité précoce du peuplement et l'importance d'un personnage tel que Richard de Beaumais (en) évêque de Londres de 1108 à 1128.
Le monument est influencé par les bâtiments construits à Caen et il influença lui-même d'autres constructions, comme l'église Saint-Gervais-Saint-Protais de Courcy.
L'édifice est classé au titre des monuments historiques le 3 novembre 1930.

## Architecture
Malgré les modifications apportées au monument au XIXe siècle, l'église conserve des éléments romans, le portail, la tour et le chœur.